# Judy Blume
Judy Blume (Elizabeth, Nova Jersey, 12 de febrer de 1938) és una escriptora estatunidenca, autora de nombroses novel·les infantils, juvenils i de ficció per a adults.

## Formació i primers anys
Després de graduar-se a l'institut amb honors, va assistir a la Universitat de Nova York, on va obtenir una llicenciatura en educació l'any 1960. El 1959 es va casar amb John Blume, amb qui va tenir dos fills abans de divorciar-se durant els anys 70.
Va iniciar-se en l'escriptura mentre estudiava un curs d'educació continuada sobre literatura infantil i juvenil. Durant aquesta època va redactar el seu primer llibre publicat, The One in the Middle Is the Green Kangaroo (1969). Paral·lelament, va publicar una versió de Iggie's House a la revista Trailblazer, que posteriorment va reescriure i publicar com a llibre el 1970.

## Carrera literària
L'any 1970 va aconseguir un gran èxit amb la publicació de Are You There God? It's Me, Margaret, una novel·la preadolescent narrada des de la perspectiva de Margaret Simon, una nena d'11 anys que afronta els desafiaments de la pubertat i la recerca d'una identitat religiosa en un entorn familiar multicultural. El llibre fou elogiat per la crítica per la seva honestedat en abordar temes sensibles, com la menstruació, les inseguretats corporals i la religiositat, però també fou objecte de polèmica i intents de censura per part d'alguns sectors.
Blume va consolidar la seva reputació amb altres obres juvenils com Then Again, Maybe I Won't (1971), It's Not the End of the World (1972), Deenie (1973), Tiger Eyes (1981, adaptada al cinema el 2012), Just as Long as We're Together(1987) i Here's to You, Rachel Robinson (1993). Amb Forever (1975), va abordar el tema de la sexualitat adolescent amb una franquesa inèdita, fent èmfasi en la importància de la responsabilitat i la presa de decisions informades.
També va escriure diversos llibres per a lectors més joves, entre els quals destaquen Tales of a Fourth Grade Nothing(1972), Otherwise Known as Sheila the Great (1972), Blubber (1974), Superfudge (1980), Fudge-a-Mania (1990) i Double Fudge (2002). Entre 2007 i 2009, va continuar la història de The Pain and the Great One (1984) amb una sèrie de quatre llibres de capítols, abordant temàtiques com la rivalitat entre germans i l'assetjament escolar.
A més, va escriure quatre novel·les per a adults: Wifey (1978), Smart Women (1983), Summer Sisters (1998) i In the Unlikely Event (2015). Va recollir cartes de joves lectors en el llibre Letters to Judy: What Your Kids Wish They Could Tell You (1986), destinant els beneficis al Kids Fund, una fundació que va crear el 1981 per donar suport a organitzacions sense ànim de lucre enfocades en millorar la comunicació entre pares i fills.

## Defensa de la llibertat intel·lectual
Durant els anys 80, Blume va trobar-se sovint al centre de campanyes de censura contra els seus llibres per la seva manera directa de tractar temes com el divorci, la pubertat i la sexualitat. Això la va portar a convertir-se en una defensora decidida de la llibertat intel·lectual. Va ser membre del consell de la National Coalition Against Censorship (NCAC) i va editar Places I Never Meant to Be (2001), una antologia de relats originals d'autors censurats, amb beneficis destinats al NCAC.

## Reconeixements
El 2024, Judy Blume va rebre el Premi Ivan Sandrof a la Trajectòria de la National Book Critics Circle, que la va elogiar com una autora que ha inspirat generacions de joves lectors abordant els desafiaments de l'adolescència amb autenticitat, franquesa i valentia, alhora que ha estat una defensora incansable de la llibertat literària.